# 愛媛県道242号五百木立山線
愛媛県道242号五百木立山線 （えひめけんどう242ごう いよきたちやません）は、愛媛県喜多郡内子町を通る一般県道である。

## 概要
喜多郡内子町五百木から喜多郡内子町立山に至る。

### 路線データ
- 起点：喜多郡内子町五百木（国道379号交点）
- 終点：喜多郡内子町立山（国道56号交点）

## 地理

### 通過する自治体
- 愛媛県
  - 喜多郡内子町

### 交差する道路
| 交差する道路 | 交差する場所 | 交差する場所 |
| ------------ | ------------ | ------------ |
| 国道379号    | 五百木       | 起点         |
| 国道56号     | 立山         | 終点         |

### 沿線
- 老人ホーム みどり園
- 立川郵便局
- 大洲警察署 立山駐在所
- 内子町立立川小学校（終点付近）
- JR四国予讃線 伊予立川駅（終点付近）